# Parawixia matiapa
Parawixia matiapa är en spindelart som beskrevs av Levi 1992. Parawixia matiapa ingår i släktet Parawixia och familjen hjulspindlar. Inga underarter finns listade i Catalogue of Life.